# Westfriese Dorpenomloop
De Westfriese Dorpenomloop is een wielerwedstrijd in het Noord-Hollandse Wervershoof die tot en met 2007 als wedstrijd in het kader van de beloftencompetitie (-23) werd verreden. In 2008 en 2009 was hij onderdeel van de Clubcompetitie Noord en in 2010 alleen nog voor nieuwelingen en junioren. De winnaar van 2010 in onderstaande tabel is derhalve een junior. In 2011 is de Westfriese Dorpenomloop niet verreden.